# Матео Павлович
Матео Павлович (хорв. Mateo Pavlović, нар. 9 червня 1990, Мостар, Югославія) — хорватський футболіст, центральний захисник клубу «Рієка».

## Ігрова кар'єра

### Клубна
Матео Павлович є вихованцем загребських клубів «Динамо» та «Загреб». Саме у складі останнього Павлович дебютував на дорослому рівні у листопаді 2008 року.
У 2011 році стало відомо. що хорватський захисник був трансферною метою ряда європейських клубів, серед яких клуби Німеччини та Франції. У грудні 2012 року футболіст перейшов до складу німецького «Вердера», з яким підписав контракт до літа 2016 року. Та проявити себе у Бундеслізі матео так і не зумів, провівши в основі «Вердера» лише чотири поєдинки. При цьому два сезони футболіст на правах оренди грав у угорському «Ференцвароші». З яким виграв Кубок Угорщини.
Влітку 2016 року після закінчення контракту з німецьким клубом Павлович перебрався до Франції, де підписав контракт на два роки з клубом «Анже». Провівши в клубі п'ять сезонів Павлович ще один сезон відіграв у Лізі 2, виступаючи за клуб «Ам'єн». Перед початком сезону 2022/23 Павлович повернувся до Хорватії - у клуб «Рієка».

### Збірна
У віці 17 - ти років Матео Павлович починав грати за юнацьку збірну Боснії і Герцеговини. Та в подальшому він виступав за юнацькі та молодіжну збірні Хорватії.

## Титули
Ференцварош
 Переможець Кубка Угорщини: 2014/15